# Miloslav Růžek (diplomat)
Miloslav Růžek (25. ledna 1923, Kamenná Lhota – 16. ledna 2007, Praha) byl československý diplomat a politik. Jako účastník protifašistického odboje vstoupil do KSČ a po studiích vstoupil do diplomatických služeb. Byl československým velvyslancem v USA (1959–1963) a ve Velké Británii (1966–1971).

## Životopis
Pocházel z živnostnické rodiny, otec byl obuvníkem a členem agrární strany. Ke středoškolskému studiu nastoupil do gymnázia v Jihlavě, po uzavření školy byl totálně nasazen. Konec druhé světové války prožil jako příslušník partyzánského odboje. V letech 1945–1946 byl předsedou Národního výboru v Ledči nad Sázavou. Po válce dokončil středoškolské vzdělání maturitou a pokračoval ve studiu na filozofické fakultě Univerzity Karlovy, kde v roce 1950 dosáhl titulu doktora filozofie. Mezitím začal v roce 1949 pracovat na ministerstvu vnitra, poté byl krátce vedoucím kádrového odboru na ministerstvu školství, v letech 1950–1953 působil na ministerstvu zahraničního obchodu.
V červnu 1954 vstoupil do diplomatických služeb, v nichž začínal jako velvyslanecký rada v Londýně (1954–1958), mezitím byl v roce 1956 jedním z uvažovaných kandidátů na post vyslance v Řecku. Po návratu do Prahy byl na ministerstvu zahraničí vedoucím americko-britského odboru (1958–1959). V letech 1959–1963 byl československým velvyslancem v USA, kde byl pověřen jednáním o vzájemném vyrovnání majetkoprávních vztahů probíhajících ve spolupráci s jeho nástupcem Karlem Dudou. Diplomatickou misi ve Washingtonu ukončil těsně před atentátem na prezidenta Kennedyho, po návratu do Prahy byl znovu vedoucím amerického odboru na ministerstvu zahraničí (1964–1966). V letech 1966–1971 byl velvyslancem ve Velké Británii.
Na počátku normalizace dostal nabídku na přechod do nejvyššího stranického aparátu s funkcí tajemníka ÚV KSČ (1969), kterou ale odmítl a z Londýna se vrátil až v létě 1971. V srpnu 1971 byl jmenován generálním sekretářem ministerstva zahraničí a poté byl náměstkem ministra zahraničních věcí (1971–1975). Do jeho kompetencí spadaly vztahy se Spojenými státy a západní Evropou, v těchto letech vykonal řadu diplomatických cest do západoevropských metropolí. Zároveň měl podíl na jednáních, které předcházely Helsinské konferenci v roce 1975. V letech 1975–1982 vedl československou misi u stálého zastoupení OSN v Ženevě.
Po návratu ze Švýcarska krátce pracoval znovu na ministerstvu zahraničí, z nezjištěných příčin byl ale ještě v roce 1982 degradován do podružné pozice vědeckého pracovníka v Ústavu mezinárodních vztahů.
V roce 1987 odešel do penze.